# Платцер, Игнац Франтишек
Игнац Франтишек Платцер Старший или Игнац Франц Платцер (чеш. Ignác František Platzer, нем. Ignaz Franz Platzer; 6 июля 1717, Пльзень — 27 сентября 1787, Прага) — чешско-австрийский скульптор и резчик позднего барокко и классицизма. Придворный скульптор австрийских императоров династии Габсбургов.

## Биография
Родился в семье резчика, выходца из Западной Богемии. Обучался в Венской художественной академии.
С 1744 года жил в Праге, женился на вдове резчика, создал собственную мастерскую, которая продолжала успешную работу до XIX века.
По приглашению императрицы Марии Терезии создал в 1773 году три статуи для венской летней императорской резиденции — Шёнбрунн и был назначен придворным скульптором.
Похоронен в Праге на Малостранском кладбище.
Его сын Игнац Михал (1757—1826) также был скульптором, а Йозеф — художником.

## Творчество
Преимущественно работал в стиле барокко и на основе синтеза позднего барокко с чешским и венским классицизмом. В Праге сохранилось достаточно много работ И. Платцера.

## Избранные работы
- Чаще всего имя И. Платцера вспоминают в связи с скульптурными группами на знаменитых Воротах Гигантов, которые являются главным входом в Пражский Град, со стороны Градчанской площади (1761—1762).
- Скульптурные украшения на аттике дворца Гольц-Кинских на Староместской площади Праги.
- Скульптурные украшения архиепископского дворца в Праге.
- Статуи на Церкви Святого Николая (пражская Мала-Страна).
- Украшение саркофага императрицы Вильгельмины Брауншвейг-Люнебургской в Императорском склепе венской Капуцинеркирхе.

## Галерея
- Фрагмент скульптуры Борьбы гигантов на Пражском Граде
- Орел и амуры на Пражском Граде
- Геркулес (Вена, Шёнбрунн)
- Фрагмент памятника Йозефу Степлингу (1780)
- Украшения архиепископского дворца в Праге